# Самро (присілок)
Самро (рос. Самро) — присілок у Лузькому районі Ленінградської області Російської Федерації.
Населення становить 76 осіб. Належить до муніципального утворення Осьминське сільське поселення.

## Історія
Згідно із законом від 28 вересня 2004 року № 65-оз належить до муніципального утворення Осьминське сільське поселення.

## Населення
| 1838 | 1862 | 1885 | 1965 | 1997 | 2007 | 2010 |
| ---- | ---- | ---- | ---- | ---- | ---- | ---- |
| 258  | ↗332 | ↗355 | ↘122 | ↘89  | ↘76  | →76  |